# Lalanne-Trie
Lalanne-Trie – miejscowość i gmina we Francji, w regionie Oksytania, w departamencie Pireneje Wysokie.
Według danych na rok 1990 gminę zamieszkiwało 119 osób, a gęstość zaludnienia wynosiła 24 osób/km² (wśród 3020 gmin regionu Midi-Pireneje Lalanne-Trie plasuje się na 944. miejscu pod względem liczby ludności, natomiast pod względem powierzchni na miejscu 1489.).